# Nightshade
Nightshade – amerykański zespół heavymetalowy, uformowany w 1983 w Seattle, pod nazwą Q5. Nazwę zmieniono w 1987 po odejściu perkusisty Gary'ego Thompsona i gitarzysty Floyda Rose'a.

## Dyskografia
- Demo (1983, wydanie własne)
- Steel the Light (1984, Albatross Productions)
- Demo 1984 (1984, wydanie własne)
- When the Mirror Cracks (1985, wydanie własne)
- Steel the Light (1985, SP, Albatross Productions)
- Dead of Night (1991, Music for Nations, Delinquent Records)
- The Hellion Promo Vol. 2 (2001, Hellion Records, split)
- Men of Iron (2001, Hellion Records)
- Stand And Be True (2008, Hellion Records)